# Örnen i Nässjö
Örnen i Nässjö Aktiebolag är ett svenskt förvaltningsbolag som agerar moderbolag för de verksamheter som Nässjö kommun har valt att driva i aktiebolagsform. Bolaget ägs helt av kommunen.

## Bolag
Källa: 
- Citynätet i Nässjö AB
- Fastighetsaktiebolaget Linden i Nässjö
- Nässjö Affärsverk Aktiebolag
- Nässjö Kommuns Industribyggnads Aktiebolag
- Pigalle i Nässjö AB